# Stefan Suter
Stefan Suter (* 2. Juni 1964 in Basel) ist ein Schweizer Advokat in Basel, Rechtshistoriker, Gründer eines Hilfswerks und Politiker.

## Leben
Stefan Suter studierte von 1983 bis 1988 an der Universität Basel und erlangte 1989 seinen Doktortitel. Das Anwaltspatent erwarb er 1991. Als Rechtsanwalt hat Stefan Suter diverse bedeutende Fälle vertreten wie etwa die Verteidigung des Financiers Werner K. Rey, den Gerichtsprozess in Sachen Geothermie in Basel oder die Vertretung der Pilotengewerkschaften CCP (Crossair) und Swiss Pilots Association (Swiss).
Stefan Suter ist Gründer und Leiter des konfessions- und religionsneutralen Hilfswerks Verein Madagaskar, welcher im armen Süden Madagaskars Obdachlosenhäuser errichtet, Schulen betreibt, Wasserbrunnen sowie den grössten Staudamm Südmadagaskars zwecks Anbau von Reis baut. Stefan Suter wurde für dieses Hilfswerk von Hery Rajaonarimampianina, dem Staatspräsidenten von Madagaskar, und Papst Benedikt XVI ausgezeichnet.
2020 wurde Stefan Suter für die SVP in den Grossen Rat (Legislative) des Kantons Basel-Stadt gewählt. 2022 wählte die Bevölkerung von Riehen, BS, Stefan Suter zusätzlich in den Gemeinderat (Exekutive). Er ist dort zuständig für das Ressort Kultur, Freizeit, Sport und Landwirtschaft.

## Veröffentlichungen (Auswahl)
- Die Gutachten der Basler Juristenfakultät (vom ausgehenden 16. bis zum Beginn des 19. Jahrhundert). Basel 1990, ISBN 3-7190-1098-8.
- Menschen und Justiz, Grosse Basler Rechtsfälle des 19. Jahrhunderts. Basel 1995, ISBN 3-85815-284-6.
- Strafverteidigung auf dem Gebiet der Wirtschaftskriminalität. Basel/Genf/München 2001, ISBN 3-7190-2041-X.
- Recht und Gerechtigkeit. Warmisbach 2005, ISBN 3-909171-16-8.
- Das Schicksal der Maria Anna Reich von Reichenstein (1707–1761). Basel 2017.
- Der Sturz des Diplomaten – Paul Niclaus Ignatz Dominic Reich von Reichenstein (1674–1744). Basel 2018.
- Auf der falschen Seite – Kriegsbriefe nach Riehen. Basel 2019, ISBN 978-3-033-07472-9.
- Intellekt und Grausamkeit, der Basler Rechtsprofessor Johann Rudolf Thurneysen (1716–1774). Basel 2022, ISBN 978-3-033-09428-4.
- Der Verräter, Jean-Baptiste Joseph Gobel (1727–1794). Basel 2024, ISBN 978-3-033-10533-1.